# Het boek als nieuwe kunst
Het boek als nieuwe kunst 1892-1903. Een studie in Art Nouveau is het proefschrift van Ernst Braches uit 1973 dat nadien een belangrijke referentie werd voor art-nouveauboekbanden in Nederland.

## Geschiedenis
Op dinsdag 10 april 1973 promoveerde Braches op dit proefschrift over art-nouveauboekbanden in Nederland. Boekbanden uit de periode 1892 tot 1903 werden als uitgangspunt genomen. Maar Braches begint met een uiteenzetting van de theoretische achtergrond van de zogenaamde nieuwe kunst (art nouveau) in het algemeen om vervolgens in te gaan op de impact van die beweging op de ontwerpen van boekbanden.
Braches geeft naast de inleidende hoofdstukken aandacht aan individuele kunstenaars die boekbandontwerpen hebben gemaakt, van wie De Bazel, Derkinderen, Dijsselhof en Toorop de meeste aandacht krijgen. Deze kunstenaars worden behandeld in de hoofdstukken die thematisch de illustraties indelen.
Een niet onbelangrijk deel betreft boekbanden voor uitgaven van de schrijver Louis Couperus. De banden voor diens werken Majesteit, Extaze, Orchideeën, Wereldvrede, Hooge troeven, Metamorfoze, Noodlot, Psyche, Fidessa, Stille kracht, Babel, De boeken der kleine zielen en God en goden komen er alle ter sprake.
De dissertatie besluit met tientallen illustraties van boekbanden, een chronologisch overzicht van circa 400 boekbanden die boekversieringen uit de betreffende periode en een uitgebreid register.

## Uitgave
De boekuitgave verscheen bij Oosthoek's Uitgeversmaatschappij te Utrecht en omvat 568 pagina's. Omdat dit standaardwerk zeer gezocht was en vrij kostbaar, werd in de jaren 90 een illegale herdruk vervaardigd, die in grof linnen werd gebonden. In 2003 werd een verbeterde en aangevulde versie verzorgd door uitgeverij De Buitenkant te Amsterdam onder de gewijzigde titel Nieuwe kunst en het boek. Een studie in Art Nouveau. Deze uitgave verscheen in twee in linnen gebonden delen in klein formaat, samen in een foedraal (in 2009 werd daarvan een Engelse vertaling gepubliceerd onder de titel Dutch Art Nouveau and Book Design). In 2016 verscheen daarnaast bij De Buitenkant (na eerste verschijnen in 2006 bij vergissing aangekondigd als heruitgave van Nieuwe Kunst en het boek) de definitieve versie van het voor de Nieuwe Kunst onmisbare naslagwerk Bouwstoffen Nieuwe Kunst: Toegepaste grafiek, 1396 bladzijden dik, met duizenden afbeeldingen in kleur een zo compleet mogelijk overzicht van het oeuvre van een veertigtal Nederlandse kunstenaars uit de periode. 